# Controle de estoque
O controle de estoque PB ou controlo de stockPE é uma área muito importante de uma empresa, grande ou pequena, pois é através dele que ela será capaz de prever o quanto que será necessário comprar no próximo pedido ao fornecedor, além de fornecer informações úteis sobre as vendas, já que muitas vezes os relatórios do setor de vendas não são muito claros e não condizem com a realidade, afinal, o setor de vendas quer comissões.
O principal objetivo do controle de estoque “é otimizar" o investimento em estoques, aumentando o uso eficiente dos meios internos de uma empresa, e minimizar as necessidades de capital investido em estoque”. Um relatório de grande ajuda referente ao controle de estoque, pode ser encontrado na Curva ABC de produtos, o qual além de informar as entradas e saídas, indica e classifica os principais.
O controle de estoque é utilizado tanto para negócios físicos como digitais, e envolve atividades como:
- Garantir que o estoque esteja sempre atualizado e correto;

- Reduzir perdas de produtos por roubo, deterioração ou obsolescência;
- Melhorar o fluxo de caixa da empresa através de compras mais corretas;
- Aumentar a satisfação de clientes e vendas tendo sempre estoques disponíveis;
- Automatizações gerando economia com funcionários e folha de pagamento;
- Preços de venda mais competitivos ao se ter uma estrutura de custos mais enxuta para controlar o estoque.

O controle de estoque serve para a empresa avaliar a entrada e saída de mercadorias e auxilia uma companhia a reduzir custos e administrar a cadeia de produção e distribuição com mais eficiência. O controle de estoque se divide basicamente em duas modalidades diferentes, sendo o controle de matérias-primas e insumos para a produção industrial e o controle de produtos finais para a comercialização no varejo. 
Estoque de matérias-primas: É voltado para a indústria e deve ser gerenciado para que a empresa sempre tenha em mãos o material necessário para a produção de suas mercadorias. Uma boa administração desse estoque faz com que uma companhia não corra o risco de deixar a produção parada devido à falta desses insumos.
Estoque de mercadorias: É voltado para o varejo ou atacado e deve ser gerenciado para atender o comércio, baseando-se no seu desempenho de venda. O objetivo é analisar qual é a demanda e quais são os produtos com maior e menor saída. Isso ajuda a companhia a ser mais produtiva e eficiente, reduzindo prejuízos e desperdícios.
A alta direção de uma empresa usualmente se preocupa mais com o investimento total comprometido em estoques e com os níveis de serviço para grupos ampliados de itens do que pela gestão de itens apartados. Por isso, métodos capazes de gerenciar grupos de itens vem ganhando espaço entre as ferramentas de controle de estoque. Giro de estoque, GM-ROI e Classificação ABC são alguns dos principais métodos utilizados para esse fim.

## Giro
Giro é um método entre os mais utilizadas no controle agregado de estoques e compreende a razão entre as vendas a custo de estoque e o investimento médio em estoque para o mesmo período de vendas.
Giro = Vendas a custo de estoque/Investimento médio em estoque
O giro representa a relação entre volume de vendas e estoque, e indica quantas vezes o estoque médio é vendido durante um determinado espaço de tempo.
O giro de estoque pode ser medido para ano, mês, semana ou dia, dependendo do tipo de mercadoria a ser analisada e pode também ser calculado pelo valor das mercadorias (se considerarmos todo o estoque de uma companhia) ou por unidades (se considerarmos o estoque de cada item). Por exemplo, se um produto, ao longo de 12 meses, teve um estoque médio de R$ 100.000,00 e no mesmo período vendeu R$ 1.350.000,00, o giro nesse caso foi de 13,5 vezes.

## GM-ROI
GM-ROI é a abreviação da expressão inglesa Gross Margin – Return on Investment, ou seja, retorno sobre o investimento da margem bruta. O índice é bastante semelhante ao giro de estoque, contudo, representa a relação entre volume de margem bruta e estoques.
É um método de análise de estoque utilizada para identificar aqueles produtos que possuem maior retorno sobre o investimento, isto é, qual produto teve maior contribuição para a composição da margem geral da empresa.
A fórmula utilizada para calcular o GM-ROI segue a mesma estrutura da fórmula de giro de estoque, substituindo-se as vendas pela margem bruta.
GM-ROI = Margem bruta/Investimento médio em estoque
Por exemplo, se um produto, ao longo de 12 meses, teve um estoque médio de RS 330.000 e teve uma margem bruta de R$ 320.000,00, o GM-ROI nesse período é de 0,97 vezes.
O GM-ROI deve ser calculado e analisado para cada grupo de produto do mix, a fim de aferir a sua lucratividade. A alta direção de uma empresa pode e deve determinar para o setor de compras, metas de GM-ROI a fim garantir maior comprometimento do departamento com o giro e a margem dos produtos a serem comprados.

## Classificação ABC
Um outro método comum no controle de estoque é a diferenciação dos produtos em uma quantidade limitada de categorias de modo a classifica-los pela importância que cada um possui em termos de venda, margem, participação de mercado ou competitividade. Aplicando políticas específicas para cada grupo de produto é possível alcançar metas de serviço com estoques mais enxutos, o que não seria possível se a mesma política de estoque fosse aplicada para diferentes grupos de produto.
Os produtos de uma empresa normalmente encontram-se em estágios variados de seu ciclo de vida, portanto, contribuem de forma heterogênea para as vendas e os lucros. Dessa maneira, alguns itens podem responder por uma grande fatia da venda, enquanto outros menos. Esse princípio, conhecido como 80-20, é uma forma de classificação ABC, na qual os itens A são os mais vendidos, os B apresentam venda média e, por fim, os C, que possuem movimentação lenta.